# Zuid-Afrikaanse Stichting Moederland
Stichting ZASM (Zuid-Afrikaanse Stichting Moederland) was een Nederlandse organisatie met die zich inzette voor de promotie van de wederzijdse culturele en economische betrekkingen tussen Nederland en Zuid-Afrika. De ZASM is in 1908 ontstaan na Britse herstelbetalingen vanwege de onteigening van bezittingen van de Nederlandsch-Zuid-Afrikaansche Spoorwegmaatschappij (NZASM) in Zuidelijk Afrika. In 2016 is de stichting opgegaan in de Stichting Zuid-Afrikahuis Nederland.

## Ontstaan
Aan het eind van de negentiende eeuw richtten Nederlands beleggers de Nederlandsch-Zuid-Afrikaansche Spoorwegmaatschappij (NZASM) op. De NZASM, met zijn hoofdkantoor in Amsterdam, bouwde uiteindelijk vier spoorlijnen die een groot deel van de Zuid-Afrikaansche Republiek doorkruisten. Toen de Zuid-Afrikaansche Republiek in 1902 de Tweede Boerenoorlog verloren, werden de bezittingen van de NZASM door de Britten geconfisqueerd en werden duizenden Nederlanders door de Britten uit Zuidelijk Afrika gedeporteerd en werd de NZASM opgeheven. De Britten betaalden de aandeelhouders een schadevergoeding. Desalniettemin bleef na de uitkering van de schadevergoeding nog één miljoen gulden over. Met dit geld werd de vereniging ZASM (vanaf  1969 Stichting ZASM) opgericht.

## Financiële ondersteuning
Al gauw na de oprichting begon ZASM de Nederlands Zuid-Afrikaanse Vereniging financieel te ondersteunen. Zo gaf ZASM vanaf 1909 het Maandblad Hollandsch Zuid-Afrika (vanaf 1924 Maandblad Zuid-Afrika) uit, dat gratis was voor leden van de NZAV. Vanaf 1917 kwam de vereniging ZASM regelmatig bijeen aan de Keizersgracht 141 in Amsterdam. In 1923 kocht zij dit pand en doopte het om tot het Zuid-Afrikahuis.
In 1933 werd de Leerstoel Zuid-Afrikaanse Taal- en Letterkunde op kosten van de ZASM ingesteld bij de Gemeentelijke Universiteit. Deze leerstoel bestaat nog steeds.
Het Zuid-Afrikahuis groeide daarna uit tot een cultuurcentrum voor Zuid-Afrika en het Afrikaans in Nederland. Veel organisaties die financiële ondersteuning kregen van ZASM waren ook in het Zuid-Afrikahuis gevestigd. Zo was de bibliotheek van het Suid-Afrikaanse Instituut in het Zuid-Afrikahuis gevestigd. De bibliotheek hoorde oorspronkelijk bij de leerstoel en was in de beginjaren gevestigd in de Universiteitsbibliotheek van Amsterdam.
ZASM hielp ook organisaties die niet gevestigd waren in het Zuid-Afrikahuis. Zo ontvingen het Suid-Afrikaanse Sentrum vir Nederland en Vlaandere in Kaapstad, het Festival voor het Afrikaans in Nederland en de ontwikkelaars van het Groot Woordenboek Afrikaans en Nederlands geld van ZASM.
In 2010 zag de financiële toekomst van ZASM er moeilijk uit. Het Zuid-Afrikahuis moest dringend gerenoveerd worden, maar daarvoor had de Stichting ZASM geen geld. ZASM besloot het Zuid-Afrikahuis te verkopen om zo haar andere activiteiten voort te kunnen zetten. Ena Janssen, die destijds de leerstoel Zuid-Afrikaanse Taal- en Letterkunde aan de Universiteit van Amsterdam bekleedde, besloot te gaan lobbyen bij grote bedrijven in Zuid-Afrika om het Zuid-Afrikahuis te behouden. Uiteindelijk werd Naspers bereid gevonden om voor de helft eigenaar te worden van het Zuid-Afrikahuis. Zo kon het pand gerenoveerd worden en het Zuid-Afrikahuis als cultureel centrum behouden blijven.

## Hervorming van ZASM
In 2012 verkocht ZASM de helft van het Zuid-Afrikahuis aan Naspers om zo de restauratie van het Zuid-Afrikahuis te kunnen betalen. In 2013, toen het Zuid-Afrikahuis dicht ging vanwege de restauratie, ging het Suid-Afrikaanse Instituut op in de ZASM, zodat ZASM zo ook de restauratie van de (oude) bibliotheekboeken kon betalen.
In 2016 fuseerden ook de Stichting ZASM en de Nederlands Zuid-Afrikaanse Vereniging tot de nieuwe Stichting Zuid-Afrikahuis Nederland. De nieuwe stichting zet de werkzaamheden van ZASM en de NZAV voort.